# Vásárosnamény
Vásárosnamény ist eine ungarische Stadt im gleichnamigen Kreis im Komitat Szabolcs-Szatmár-Bereg. Zu Vásárosnamény gehören die Stadtteile Vitka und Gergelyiugornya, die ehemals eigenständige Gemeinden waren.

## Geografische Lage
Vásárosnamény liegt im östlichen Teil des Komitats Szabolcs-Szatmár-Bereg an dem Fluss Kraszna, der nördlich der Stadt in die Theiß mündet. Nachbargemeinden sind Kisvarsány, Olcsva, Jánd und Ilk.

## Städtepartnerschaften
- Berehowe (Берегове), Ukraine
- Kosloduj (Козлодуй), Bulgarien
- Marghita, Rumänien
- Niš-Mediana (Ниш-Медијана), Serbien
- Ølgod, Dänemark
- Vammala, Finnland
- Veľké Kapušany, Slowakei

## Verkehr
Durch Vásárosnamény verläuft die Hauptstraße Nr. 41, auf die die Landstraßen Nr. 4108, Nr. 4113 und Nr. 4117 treffen. Die Stadt ist angebunden an die Eisenbahnstrecke von Tiborszállás nach Záhony, außerdem besteht eine Verbindung nach Nyíregyháza.

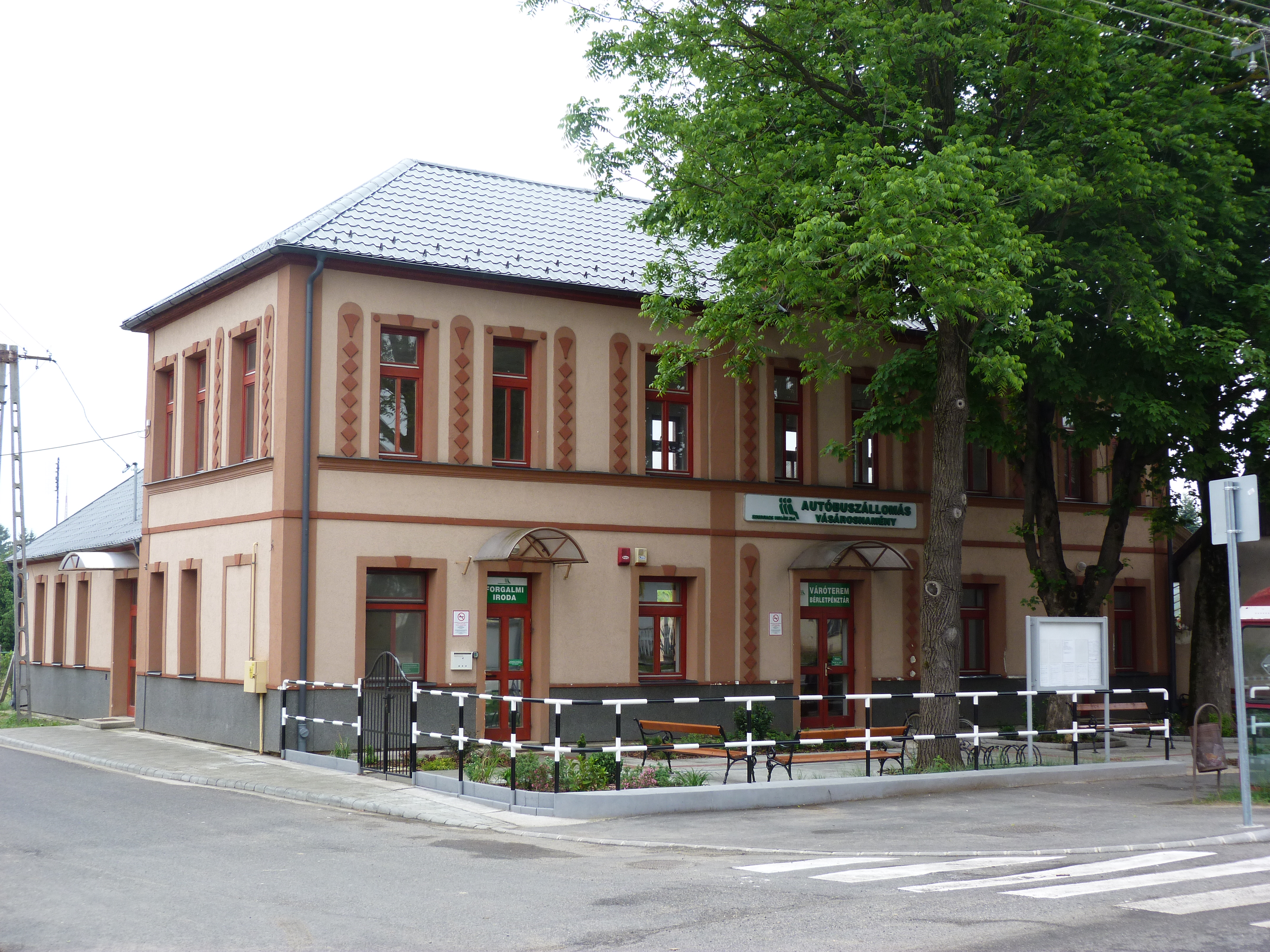
Busbahnhof
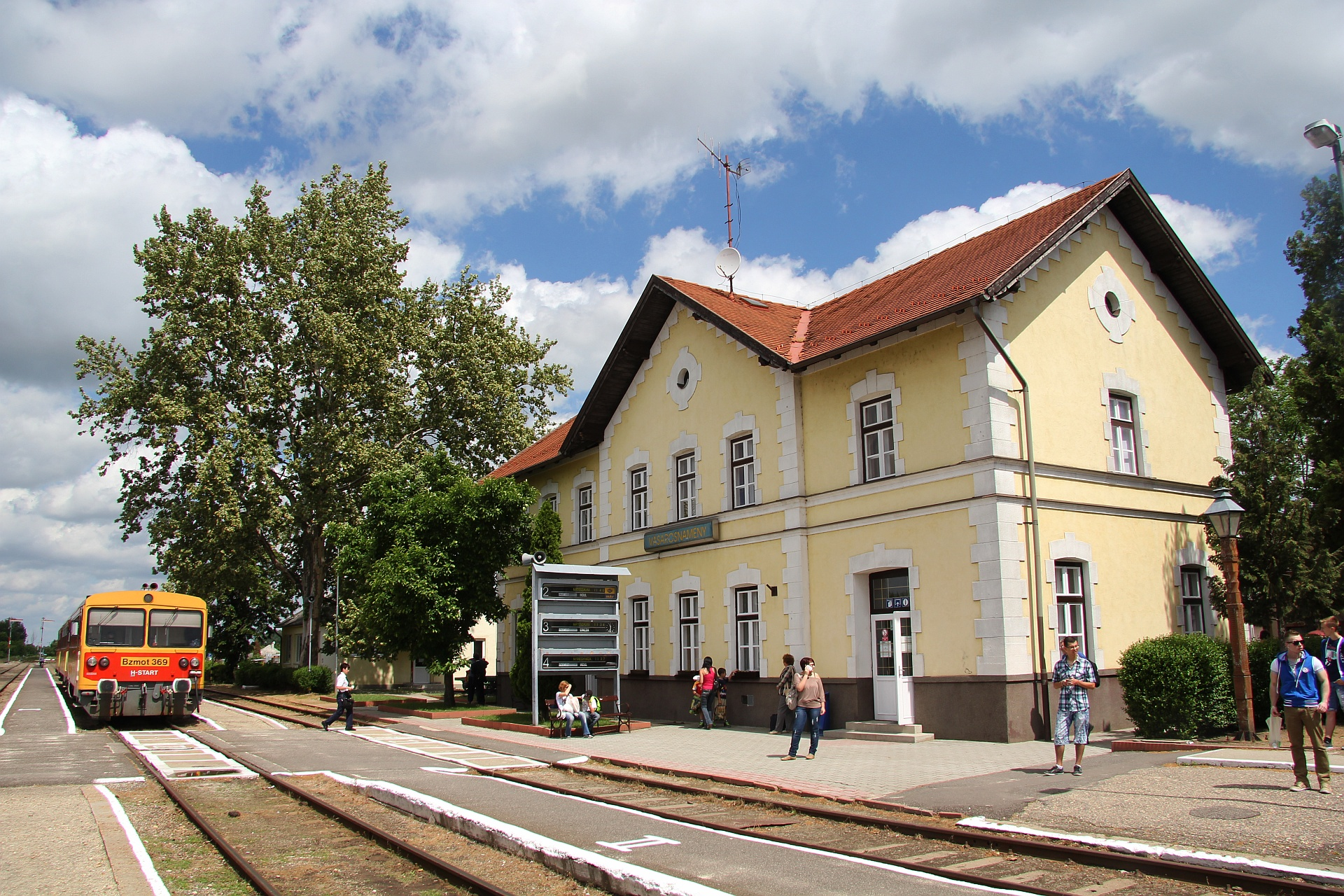
Bahnhof

## Persönlichkeiten
- Ildikó Erdélyi (* 1955), Leichtathletin